# Robert F. Wagner
Robert Ferdinand Wagner I (8 de junio de 1877 - 4 de mayo de 1953) fue un político de Estados Unidos, senador por el Estado de Nueva York por el Partido Demócrata entre 1927 y 1949.

## Biografía
Nació en Nastätten, en el estado federado de Renania-Palatinado, Alemania, hijo de un mercader y una maestra y emigró en 1885 con sus padres a los Estados Unidos, con apenas ocho años de edad. Estudió leyes a partir de 1898 y a partir de 1900 empezó a ejercer la abogacía. Entre 1905 y 1908 Wagner fue miembro de la Legislatura Estatal de Nueva York como miembro del Partido Demócrata y entre 1909 y 1918 fue miembro del Senado de ese mismo estado.
Tras desempeñar varios cargos administrativos, en 1919 Wagner fue designado miembro de la Corte Suprema del Estado de Nueva York, y tras finalizar su periodo en 1926, se presentó al Senado de los Estados Unidos. Elegido senador a partir de 1927, ganó fama como defensor de derechos de los trabajadores, siendo reelegido en 1932, el mismo año en que Franklin D. Roosevelt accedió a la presidencia de los Estados Unidos.
Cuando el presidente Roosevelt lanzó su programa del New Deal para combatir los efectos de la Gran Depresión, Wagner fue uno de los asesores integrados en el Brain Trust de consejeros presidenciales, especializándose en cuestiones laborales.
Mediante su puesto en el Senado, Wagner apoyó la emisión de la National Industrial Recovery Act (NIRA) en 1933; cuando la Corte Suprema de los Estados Unidos declaró inconstitucional la NIRA en 1935, Wagner diseñó la National Labor Relations Act (conocida también como Wagner Act), lo cual fue tal vez el principal logro político de la carrera del senador Wagner. Otra de las actuaciones relevantes de Wagner fue apoyar en la elaboración de la Ley de Seguridad Social, que propuso ante el Senado.
Durante varios años en el Senado, Wagner fue uno de los dirigentes del bloque parlamentario del Partido Demócrata hasta que declinó seguir en tales funciones tras las elecciones presidenciales de 1948. Murió en Nueva York el 4 de mayo de 1953.